# Gallisenes
Les Gallisenes o Gallizenes (Gallizenae en llatí), eren unes sacerdotesses o druides de la mitologia celta bretona que vivien a l'Île-de-Sein, a la regió d'Armòrica. La primera menció de la seva existència es deu a Artemidor d'Efes.
Se les coneix per les descripcions que en fa el geògraf Pomponi Mela a la Chorographia, escrita cap a l'any 43 dC. Diu que eren nou sacerdotesses d'una divinitat gala a la que consagraven la seva virginitat a perpetuïtat. Segons aquest geògraf podien calmar els mars i els vents recitant fórmules màgiques, transformar-se a voluntat en qualsevol ser animat, vèncer malalties incurables i, sobretot, conèixer i predir el futur. Només parlaven amb els navegants que arribaven a l'illa amb el propòsit de consultar-les.